# Vogal ou consoante de ligação
Vogal ou consoante de ligação é um fonema colocado no interior de algumas palavras
, ou melhor, utilizado entre morfemas com finalidade de facilitar a sua pronúncia. Isso não afeta a significação da palavra. São elementos puramente eufônicos.
| “ | Certos fonemas aparecem no interior dos vocábulos apenas para facilitar a pronúncia (...) | ” |

Este elemento não deve ser considerado infixo, pois a colocação de um infixo acarretaria uma mudança de significado.
| “ | Ora, as consoantes de ligação não podem ser infixos, porque não são morfemas, não têm significação. | ” |

Exemplos: avo-z-inha, flor-z-inha, cafe-t-eira, desenvolv-i-mento, gas-ô-metro, cana-i-s,.